# Yaxyo Imamov
Yaxyo Kurbanmuratovich Imamov (ur. 24 grudnia 1989) – uzbecki judoka. Olimpijczyk z Londynu 2012, gdzie zajął siedemnaste miejsce w wadze półśredniej.
Uczestnik mistrzostw świata w 2011, 2013, 2015, 2017 i 2019. Startował w Pucharze Świata w 2011, 2012, 2015, 2016 i 2018. Piąty na igrzyskach azjatyckich w 2014 i trzeci w drużynie. Brązowy medalista mistrzostw Azji w 2012 i pierwszy w drużynie w 2016. Srebrny medalista Uniwersjady w 2013 roku.

## Letnie Igrzyska Olimpijskie 2012
| Konkurencja | Eliminacje          | Klas. końcowa |
| Konkurencja | Przeciwnik I        | Miejsce       |
| ----------- | ------------------- | ------------- |
| 81 kg       | Kim Jae-bum (KOR) P | 17.           |